# 寅次郎的故事18 寅次郎纯情诗集
《寅次郎的故事18 寅次郎纯情诗集》（日語：男はつらいよ 寅次郎純情詩集）是一部1976年上映的日本喜剧电影，亦是《寅次郎的故事系列》的第十八部剧场版作品。由山田洋次导演，渥美清、倍赏千惠子、前田吟、下条正巳、三崎千惠子及京町子等等主演。于1976年12月25日上映。

## 劇情簡介
寅次郎從流浪回來，剛巧侄兒滿男的小學老師雅子來進行家訪。寅次郎祇顧表現自己，使滿男相雙親阿博及櫻無法與老師好好溝通，引致大家不滿。於是寅次郎再次出走，在上田溫泉旅館，與劇團的小百合等人玩得十分高興。寅次郎由於交不出飯錢被帶上當地警署，最後要櫻趕來打救。寅次郎回到家中，雅子安排寅次郎認識自己長期住院的母親綾，綾是剛從醫院出來。寅次郎與綾交往，與她郊遊、聊天，寅次郎與櫻的童年事跡是綾最有興趣的。在寅次郎似乎找到新戀情之際，令櫻感到震驚的是原來綾已患上不治之症。此時，對於時日無多的綾，有寅次郎陪伴左右的時光就是最大的幸福。

## 主要演员
- 车寅次郎：渥美清
- 柳生绫：京町子
- 诹访樱：倍赏千惠子
- 诹访博：前田吟
- 车龙造（外甥）：下条正巳
- 车つね（姑妈）：三崎千惠子
- 桂梅太郎（タコ社长）：太宰久雄
- 源公：佐藤蛾次郎
- 诹访满男：中村隼人
- 御前样：笠智众
- 柳生雅子：檀文美
- 大空小百合：冈本茉莉
- 主席：吉田义夫
- 描述普通照会的男人：谷村昌彦
- 弾三味线的女人：谷よしの
- 座员：大杉侃二郎
- 婆や：浦边粂子
- 婆や的孙子：赤冢真人
- 渡边警官：梅津荣
- 奥野警官：城户卓
- 根津神社的警官：永六辅

### 英文
- . 英国电影协会.   [2013-05-10]. （原始内容存档于2012-10-17） （英语）.
- . Complete Index to World Film.   [2013-05-10]. （原始内容存档于2012-09-13） （英语）.
- Galbraith IV, Stuart. . DVD Talk. 2005-12-20  [2013-05-10]. （原始内容存档于2012-10-09） （英语）.

### 德文
- . www.molodezhnaja.ch.   [2013-05-10]. （原始内容存档于2013-05-21） （德语）.

### 日文
- . www.allcinema.net.   [2013-05-10]. （原始内容存档于2012-10-18） （日语）.
- . 日本电影院数据库（日本文化厅）.   [2013-05-10]. （原始内容存档于2012-02-26） （日语）. 外部链接存在于|publisher= (帮助)
- . 日本电影数据库.   [2013-05-10]. （原始内容存档于2013-02-07） （日语）.
- . 电影旬报.   [2013-05-10]. （原始内容存档于2012-03-09） （日语）.

### 中文
- . 豆瓣电影.   [2013-05-10]. （原始内容存档于2015-08-22）.